# NFL Honors
NFL Honors är den ceremoni där de tyngsta priserna för individuella prestationer inom NFL delas ut. Den första ceremonin hölls den 4 februari 2012 där man delade ut priser till de mest framträdande spelarna under 2011 års säsong. Ceremonin hålls varje år dagen innan Super Bowl.

## Kategorier och utmärkelser
- AP NFL Most Valuable Player Award
- AP Coach of the Year Award
- AP NFL Offensive Player of the Year Award
- AP NFL Defensive Player of the Year Award
- Pepsi NFL Rookie of the Year Award (formerly Pepsi MAX Rookie of the Year)
- AP Offensive Rookie of the Year Award
- AP Defensive Rookie of the Year Award
- AP Comeback Player of the Year Award
- GMC Never Say Never Moment of the Year
- NFL.com Fantasy Player of the Year Award
- Walter Payton NFL Man of the Year Award
- Art Rooney Award
- FedEX Air & Ground NFL Players of the Year
- Don Shula NFL High School Coach of the Year Award
- Bridgestone Performance Play of the Year
- Greatness on the Road Award
- Salute to Service Award
- Deacon Jones Award (ligans ledare i sacks)